# Tom Bergeron

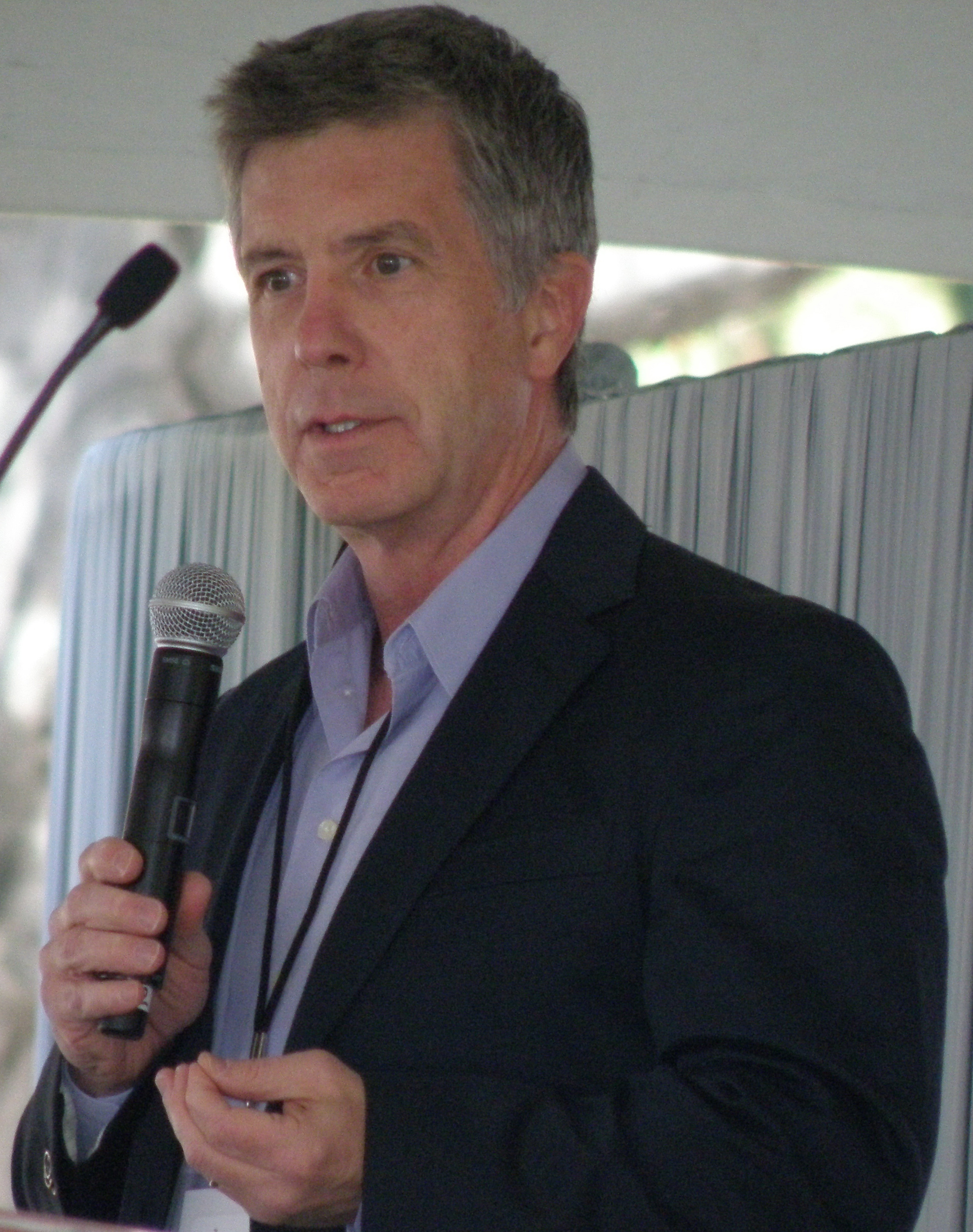
Tom Bergeron (2009)

Tom Bergeron (* 6. Mai 1955 in Haverhill, Massachusetts) ist ein US-amerikanischer Moderator und Autor.

## Leben
Tom Bergeron wurde als Sohn von Catherine und Raymond Bergeron geboren. Er hat kanadische, irische und französische Vorfahren.
Bergeron arbeitete zuerst als DJ in seiner Heimatstadt Haverhill. Danach begann er, als Moderator zu arbeiten.
2009 erschien sein erstes Buch I'm Hosting as Fast as I Can: Zen and the Art of Staying Sane in Hollywood. Seit 2005 moderiert er die bekannte Tanz-Show Dancing with the Stars, wofür er 2012 einen Emmy bekam.
Bergeron ist seit 1982 mit seiner Frau Lois verheiratet. Er lebt in Hartford (Connecticut).
Von Februar bis März 2020 nahm Bergeron als Taco an der dritten Staffel des US-amerikanischen Ablegers von The Masked Singer teil und erreichte den 13. von insgesamt 18 Plätzen.

## Fernsehmoderationen (Auswahl)
- Granite State Challenge
- 4 Today
- Lottery Live
- People Are Talking
- The Tom Bergeron Show
- Breakfast Time
- Hollywood Squares
- America's Funniest Home Videos
- Dancing with the Stars